# Чаучила
Чаучила (Orthonyx) — рід горобцеподібних птахів, єдиний у родині чаучилових (Orthonychidae).

## Поширення
Чаучили поширені в Новій Гвінеї та на сході Австралії.

## Опис
Птахи завдовжки 18-29 см. Вага тіла 47-215 г (самці більші і важчі за самиць). Наземні птахи, літають неохоче. Основу раціону складають личинки комах, яких вони знаходять у ґрунті.

## Види
- Чаучила папуанська (Orthonyx novaeguineae)
- Чаучила чорноголова (Orthonyx spaldingii)
- Чаучила східна (Orthonyx temminckii)
- †Orthonyx hypsilophus — існував у пізньому плейстоцені
- †Orthonyx kaldowinyeri — існував у пізньому міоцені